# Csíky Kálmán
Csíky Kálmán (Kézdialbis, 1914. november 9. – 1990) magyar ideg- és elmegyógyász, szakíró. Csíky Csaba Jenő apja.

## Életpályája

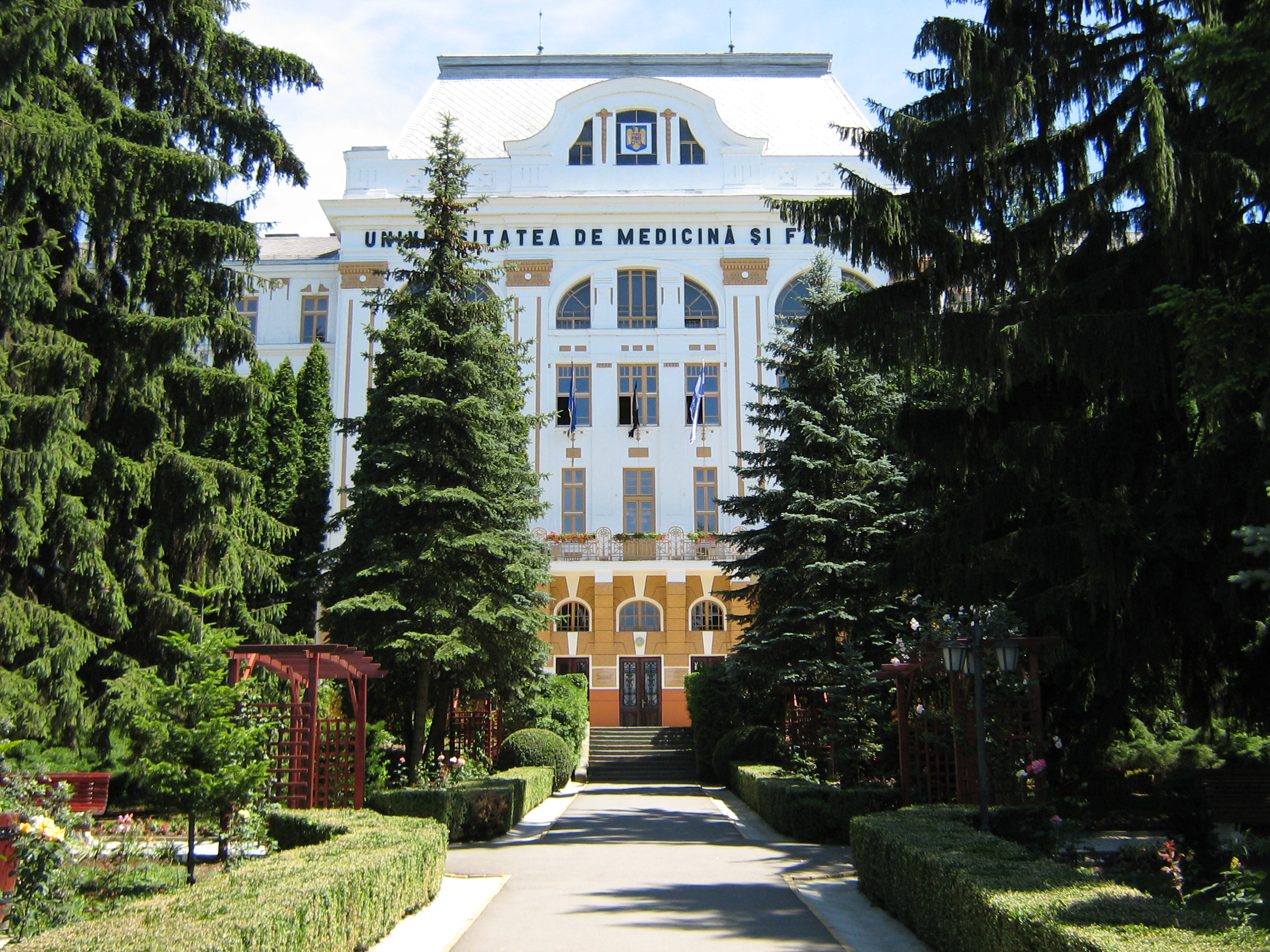
Marosvásárhelyi Orvosi és Gyógyszerészeti Egyetem

Középiskoláit Kézdivásárhelyt és Brassóban végezte, orvostudományi tanulmányait Kolozsvárt. 1940-től Miskolczy Dezső mellett dolgozott a kolozsvári, majd a marosvásárhelyi ideg- és elmegyógyászati tanszéken. 1948-tól a marosvásárhelyi elmegyógyászati klinika vezetője; az OGYI egyetemi előadótanára, majd professzora, az orvostudományok doktora (1966).
Kiterjedt szakirodalmi tevékenységének eredményei hazai és külföldi lapokban jelentek meg. Ő írta le elsőként Európában a szúnyog terjesztette vírusos enkephalitiszes járványt. Az elmegyógyászati gyakorlatba bevezette a mesterséges altatásos elektroenkephalogrammos vizsgálatot. Nagyszámú vizsgálat alapján e módszerrel elkülönítette az epizódikus temporális pszichózisok kórcsoportját, valamint a minor szkizofrénia kórformáját. Társszerzője a Miskolczy Dezső akadémikus szerkesztette Idegkórtan c. tankönyvnek (1956). Munkatársa az I. T. Nicolescu akadémikus szerkesztésében megjelent Morfopatologia sistemului nervos c. monográfiának (1957, orosz fordítása 1963). Hazai magyar nyelvű folyóiratokban (Korunk, Előre, A Hét, Dolgozó Nő) a lélektan és neveléstan kérdéseiről több közleménye jelent meg.